# Hipishizik Metafizik
Hipishizik Metafizik är det tionde studioalbumet från den montenegrinska sångaren Rambo Amadeus. Det släpptes den 26 september 2008 och innehåller 10 låtar. På albumet har han samarbetat med sångarna David Bižić och Knez.

## Låtlista
1. "Biologija, neurofiziologija" – 4:01
2. "Hipišizik, metafizik" (med David Bižić) – 3:57
3. "Don Kihote i Sančo Pansa (Vetrenjače vs. Auspusi)" – 3:55
4. "Budala" – 3:11
5. "Operater" – 3:37
6. "Urbano, samo urbano" – 4:15
7. "Onano nano Grand Waltz Blues (Uvod Francisco Tarrega Grand Waltz)" – 2:39
8. "Fela Kruti, druže stari" – 4:41
9. "Vatrogasci" – 3:50
10. "Holesterol & Rock n Roll" (med David Bižić & Knez) – 5:43